# ようこそ!三次
『ようこそ!三次』（ようこそ みよし）は、広島テレビで放送された三次市の市政番組。

## 内容
広島テレビと三次市の共同製作番組で、三次市のイベントや催し物などを紹介していた。

## 放送時間
- 土曜日 11:45 - 11:50